# سیارک ۲۴۳۱۸
سیارک ۲۴۳۱۸ (به انگلیسی: 24318 Vivianlee، نامگذاری:2000AE14) بیست و چهار هزار و سیصد و هجدهمین سیارک کشف شده‌است که در ۳ ژانویه ۲۰۰۰ کشف شد.
قدر مطلق سیارک برابر ۱۵.۵ است.